# Seul
Seul, Miasto specjalne Seul (kor. 서울, 서울 특별시 [sʌ.ul]; Seoul, Seoul Teukbyeolsi; Sŏul, Sŏul T'ŭkpyŏlshi posłuchaj oryginalnej wymowy) – stolica i największe miasto Korei Południowej położone w centralno-zachodniej części Półwyspu Koreańskiego, niedaleko na południe od strefy zdemilitaryzowanej (DMZ), wraz z Inczonem i innymi satelitami tworzące jedną z największych (połowa z 50 mln mieszkańców kraju) i najbogatszych (prawie bilion dolarów produktu) metropolii na świecie.
W 2018 Seul odwiedziło 10,13 mln turystów z całego świata – był jedenastym najczęściej odwiedzanym miastem na świecie.

## Historia

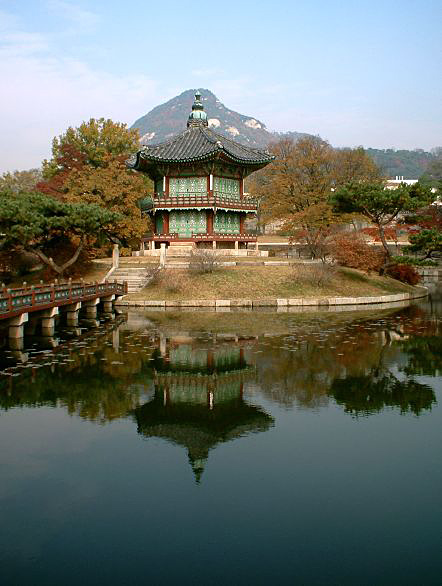
Widok na pawilon znajdujący się w obrębie Gyeongbokgung (kor. 경복궁), jednego z pięciu największych pałaców dynastii Joseon w Seulu

Pierwsze zapiski historyczne dotyczące Seulu pochodzą z roku 18 p.n.e. W tym roku władcy księstwa Baekje zbudowali na terenie dzisiejszego Seulu zespół obronny Wiryeseong. Kamienne mury miały wysokość ok. 6 metrów. Rozwój miasta spowodował zniszczenie fortyfikacji z wyjątkiem wzgórz na północnych przedmieściach Seulu. Jednak czas zachował szereg bram miejskich. Między innymi zachowała się Honginjimu (inaczej Dongdaemun). Brama południowa – Sungnyemun (inaczej Namdaemun) spłonęła 11 lutego 2008 roku, prawdopodobnie w wyniku podpalenia. Kiedy w Korei nastał okres Trzech Królestw ich spory były rozstrzygane właśnie w Wiryeseong. W XIV wieku miasto poddano przebudowie zgodnie z projektami urbanistycznymi ówczesnych władców. W stolicy powstał kompleks pałacowy dynastii Joseon. Największy z nich, czyli Gyeongbokgung poddano na przełomie XX i XXI wieku pracom renowacyjnym.
Podczas walki o władzę na terenie Półwyspu Koreańskiego, ten kto objął panowanie nad rejonem Seulu mógł rządzić całym krajem. Wynikało to z przecinania się w stolicy kilku ważnych szlaków handlowych. W XI wieku władca z dynastii Goryeo zbudował w rejonie Seulu kompleks pałacowy nazywany Południową Stolicą.

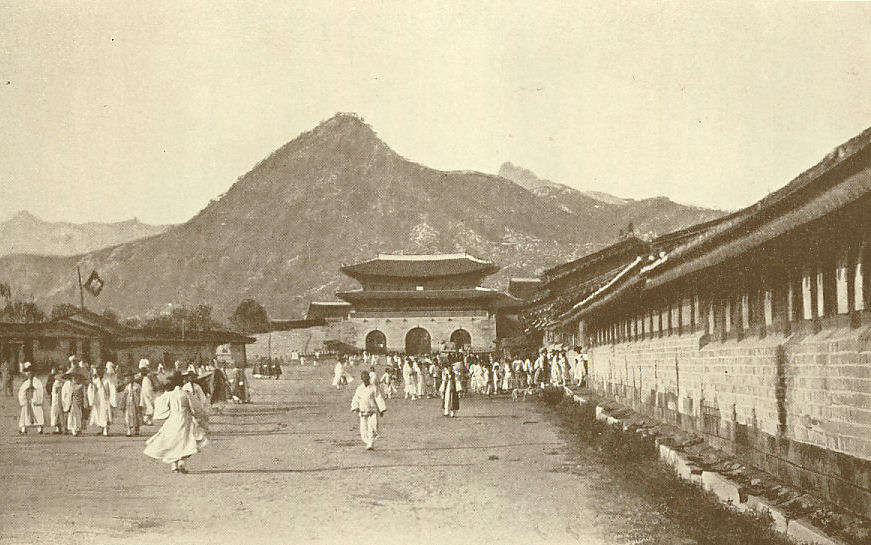
Brama miejska w Seulu pod koniec XIX wieku

W latach 57 p.n.e. – 935 (okres królestwa Silla) miasto nosiło nazwę Seul. W 1394 r., za panowania dynastii Joseon, zmieniono nazwę miasta z Hanyang (漢陽) na Hanseong (漢城), a tego samego roku zostało stolicą Korei. Podczas okupacji Korei przez Japonię nazywało się Gyeongseong (w języku japońskim 京城 – Keijō). Do nazwy Seul powrócono w 1945 r. Nazwa ta wywodzi się od archaicznych słów seobeol lub seorabeol, co znaczyło stolica i pierwotnie odnosiło się do Gyeongju – dawnej stolicy królestwa Silla. Zmiany w języku doprowadziły przez wieki do ugruntowania nazwy Seul. Znakiem hancha oznaczającym stolicę jest 京 (경, gyeong). Czasami ta nazwa pojawia się na rozkładach jazdy, czy oznaczeniach dróg jako symbol Seulu (京釜, 경부, Gyeongbu).
Od końca II wojny światowej po podziale Półwyspu Koreańskiego na dwa państwa Seul został stolicą Republiki Korei (Korei Południowej), a Pjongjang stał się stolicą Koreańskiej Republiki Ludowo-Demokratycznej (Korei Północnej). Podczas wojny koreańskiej przez krótki czas Seul był zajęty przez komunistycznych okupantów, a stolicę Korei Południowej przeniesiono do Pusan (Busan).
Seul został prawie doszczętnie zniszczony podczas wojny koreańskiej. Po wojnie został jednak szybko odbudowany przy pomocy państw zachodnich, głównie Stanów Zjednoczonych. W 1995 r. zawaliło się centrum handlowe Sampoong, mieszczące się w dzielnicy Seocho-gu. Pod względem liczby ofiar – 502 zabitych i 973 rannych – jest to największa katastrofa budowlana w historii. W 1988 r. w Seulu odbyła się olimpiada letnia, a w 2002 r. część mistrzostw świata w piłce nożnej (reszta miała miejsce w Japonii).

### Zamiary przeniesienia stolicy
11 sierpnia 2004 roku parlament Korei Południowej uchwalił przeniesienie stolicy do miasta Gongju. Ustawa została zakwestionowana przez Trybunał Konstytucyjny w Seulu w październiku 2004 r., nie jako sprzeczna z Konstytucją Republiki Korei (jej tekst nie odnosi się do kwestii siedziby stolicy państwa), lecz jako sprzeczna ze zwyczajową normą konstytucyjną. Według zamierzeń, Seul przestałby być stolicą kraju w 2007 r., a do 2012 r. wszystkie urzędy państwowe miałyby zostać przeniesione do nowego ośrodka władzy. Pretekstami do zmiany miały być: chęć rozwoju innych rejonów kraju poza Seulem, bliskie sąsiedztwo linii demarkacyjnej z KRLD oraz przeludnienie miasta. Orzeczenie trybunału ustaliło wykładnię, według której zmiana siedziby stolicy państwa wymaga podjęcia uchwały zmieniającej konstytucję większością 2/3 członków Zgromadzenia Narodowego oraz poddania jej pod referendum ogólnokrajowe.

## Ukształtowanie miasta
Tradycyjnym centrum Seulu jest teren starego miasta dynastii Joseon. To właśnie tam znajduje się większość pałaców, urzędów państwowych, siedzib korporacji, hoteli oraz tradycyjnych rynków miejskich. Całość znajduje się w dolinie Cheonggyecheon (kor. 청계천). Przepływa przez nią strumień, który dziś na sporej części swojego biegu płynie podziemnym kanałem i wpada do Rzeki Han. Północna część centrum to Góra Bukhan, a południowa to Namsan (Góra Południowa). Na południe od centrum leżą dzielnice mieszkalne Yongsan-gu oraz Mapo-gu oraz Rzeka Han.
Na drugim brzegu rzeki znajduje się nowe serce miasta, czyli Gangnam-gu. Największym centrum biznesowym w tej dzielnicy jest Centrum Handlu Światowego w Korei. W tym gmachu odbywają się największe konferencje i wystawy. Największy dom handlowy to Coex Mall, który jest bardzo popularny wśród seulskiej młodzieży. Yeouido to spora wyspa na rzece Han. Znajdują się na niej gmach niższej izby parlamentu, studia stacji telewizyjnych, biurowce oraz największy na świecie kościół 'Yoido Full Gospel Church’. W leżącej na południowym brzegu rzeki Han dzielnicy Songpa-gu znajdują się Stadion Olimpijski, Park Olimpijski, Park Rozrywki Lotte. Na południe od dzielnicy Gangnam-gu znajdują się dzielnice Góra Namhan oraz Góra Gwanak.
Jednym z najpopularniejszych w Seulu jest deptak Jongno (droga dzwonów). Jong znaczy dzwon a -no to końcówka oznaczająca zwykle nazwę ulicy. Na deptaku Jongno znajduje się dzwon, który kiedyś obwieszczał otwieranie oraz zamykanie bram miejskich. Dziś zgodnie z ceremonią bije on o godzinie 0:00. Inne najważniejsze ulice to Euljiro (kor. 을지로), Sejongno (kor. 세종로), Chungmuro (kor. 충무로), Yulgongno (kor. 율곡로) oraz Toegyero (kor. 퇴계로).

## Gospodarka
Seul z gęstością zaludnienia powyżej 15 tys./km² jest jednym z najbardziej zatłoczonych miast na świecie. Jednocześnie posiada największą na świecie liczbę szybkich łączy internetowych oraz punktów dostępowych wi-fi. W Seulu jest też zarejestrowanych ponad milion pojazdów mechanicznych.

## Transport

### Lotniska
W okolicach Seulu są dwa duże porty lotnicze:
- W granicach miasta jest położony port lotniczy Seul-Gimpo. Obsługuje on loty krajowe i loty czterech linii lotniczych do portu lotniczego Tokio-Haneda w Japonii.
- W 2001, 53 km od centrum Seulu, oddano do użytku międzynarodowy port lotniczy Seul-Inczon nieopodal pobliskiego miasta Inczon. Ten port przyjmuje większość lotów międzynarodowych do Korei Południowej i stanowi jeden z głównych portów przesiadkowych Azji.

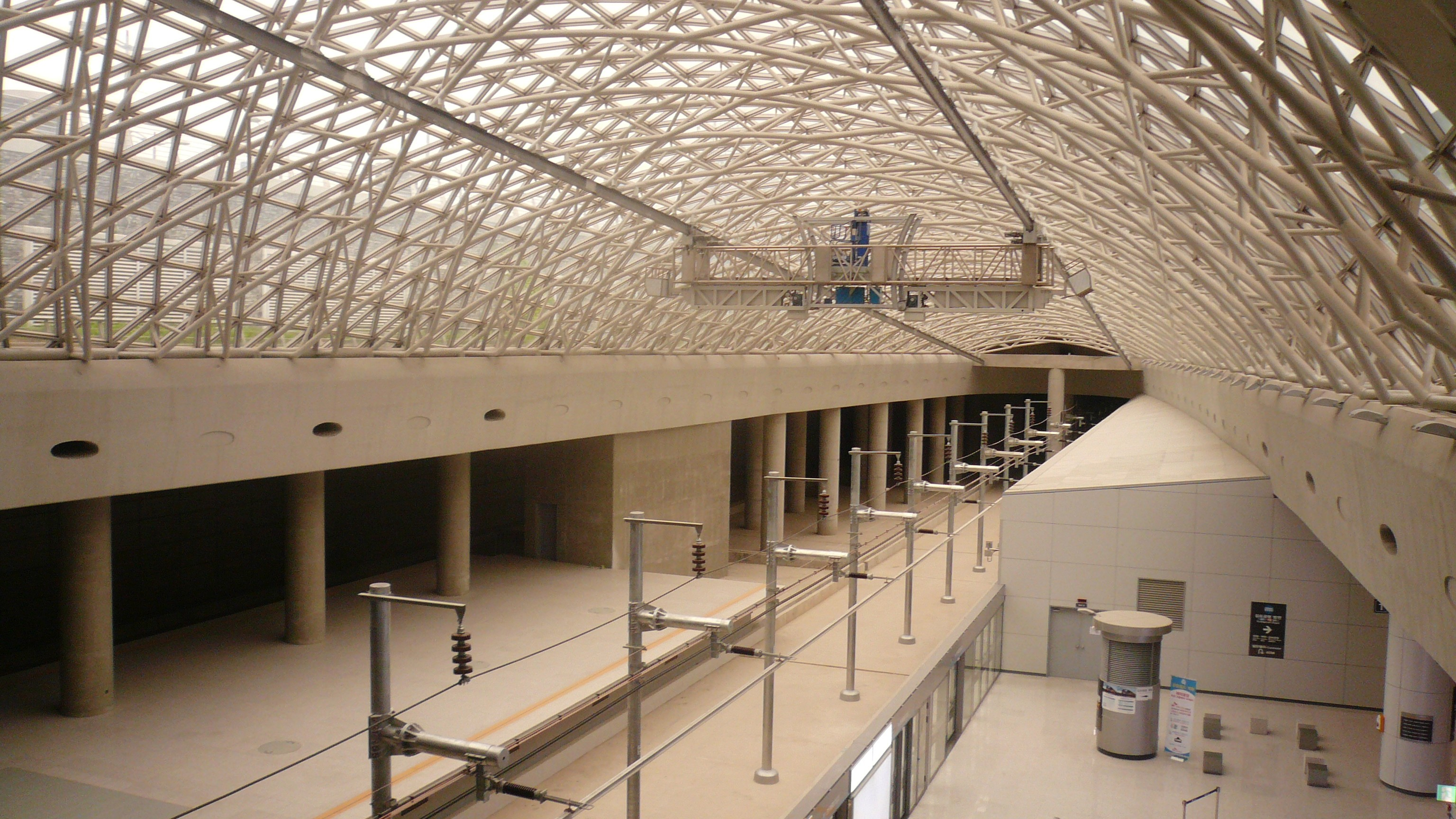
Stacja kolei ekspresowej AREX na lotnisku międzynarodowym w Inczon

Od 23 marca 2007 oba porty są połączone szybką koleją miejską pierwszym odcinkiem serwisu AREX (37,6 km), w postaci obsługi ekspresowej (28 minut, koszt biletu: 7.000 wonów) i dojazdowej (33 minut, koszt biletu: 2.800 wonów). Docelowo serwis AREX zostanie przedłużony z lotniska Gimpo do stacji Seul (dalsze 20,4 km), jednej z głównych stacji kolejowych Seulu (2010).

### Komunikacja miejska
Seul posiada bardzo rozbudowany i sprawny system dróg oraz komunikacji masowej. Prędkość na drogach w terenie zabudowanym jest ograniczona do 60 km/h.
Taksówki w Seulu są w miarę bezpieczne.

#### Autobusy
Autobusem można dojechać do prawie każdego miejsca w Seulu. Środki komunikacji są dosyć zatłoczone i często nie ma w nich miejsc siedzących. Większość linii ukształtowano tak, aby dowoziły mieszkańców do centrum z odległych dzielnic mieszkalnych. Autobusy dzienne kursują od godziny 2:00 do 23:00, jednak nawet jak ich nie ma można skorzystać z linii nocnych. Autobusem można się też dostać na lotnisko międzynarodowe w Inczonie, co zajmuje około 1,5 godz. Bilet jednorazowy w komunikacji autobusowej kosztuje ok. 800 wonów (3 zł).

#### Metro

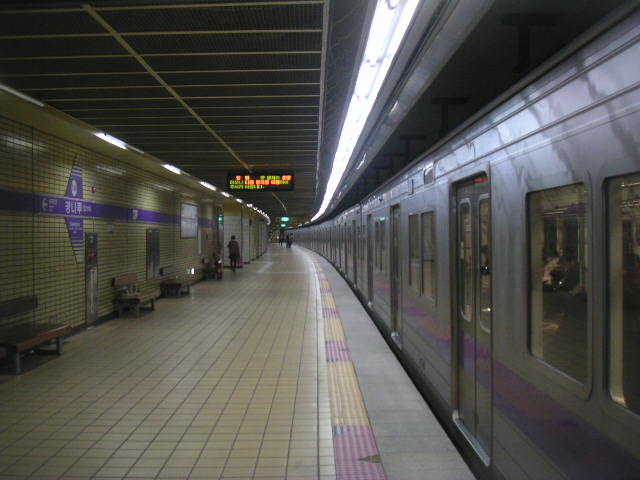
Metro w Seulu – linia 5, stacja Gwangnaru

Sieć metra jest bardzo rozległa i składa się z 9 linii. Pozwala na poruszanie się po Seulu, Inczonie oraz prowincji Gyeonggi. Bardzo ułatwia życie pełne oznaczenie linii po angielsku. Koszt biletu jednorazowego waha się w granicach 1600 wonów (4,5 zł). Metrem można się dostać na lotnisko Gimpo.

## Podział administracyjny
Seul jest podzielony na 25 dzielnic (kor. gu, 구), podzielonych na 15 267 sąsiedztw (kor. dong), a te są z kolei podzielone na 112 734 jednostki administracyjne, nazywane ban. Zastosowano transkrypcję poprawioną.

### Dzielnice

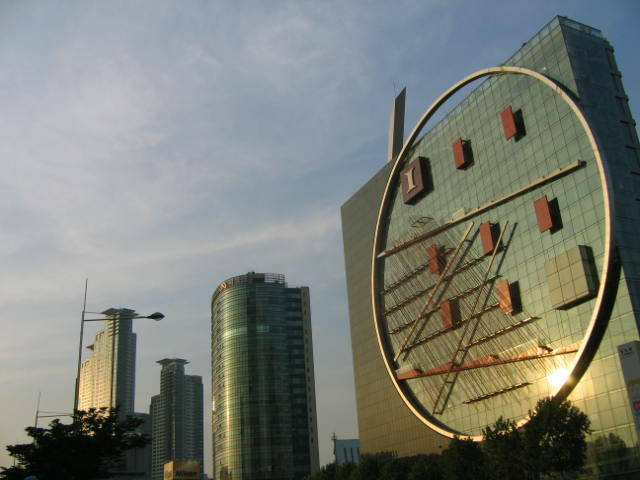
Nowe serce miasta, czyli rejon Gangnam-gu o zachodzie słońca

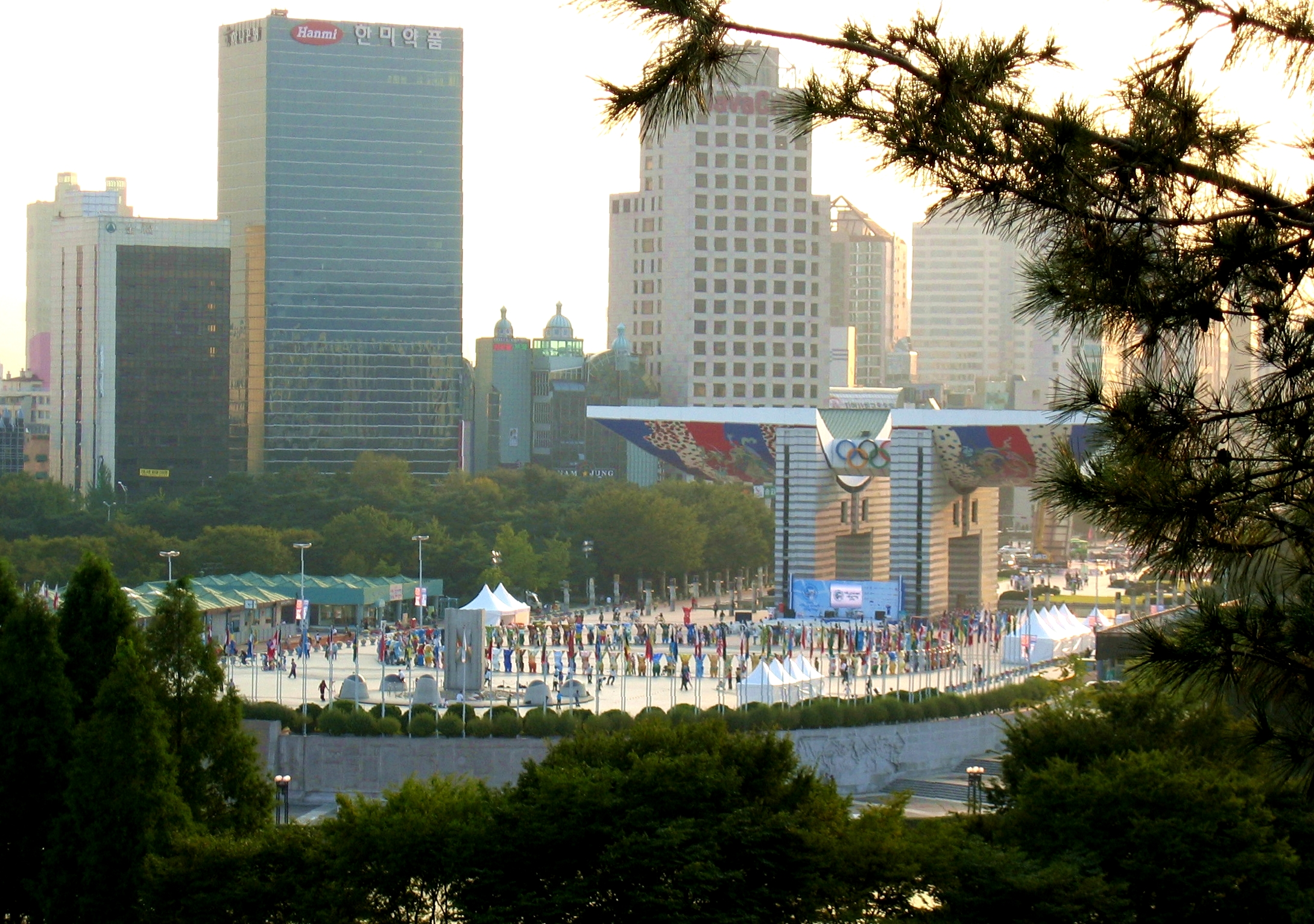
Podczas wystawy United Buddy Bears w wiosce olimpijskiej w Seulu niedźwiedzie z Korei Południowej i Północnej zaprojektowane przez artystów z obu krajów po raz pierwszy stanęły „ręka w rękę” pokojowo obok siebie.

- Dobong-gu (도봉구; 道峰區)
- Dongdaemun-gu (동대문구; 東大門區)
- Dongjak-gu (동작구; 銅雀區)
- Eunpyeong-gu (은평구; 恩平區)
- Gangbuk-gu (강북구; 江北區)
- Gangdong-gu (강동구; 江東區)
- Gangnam-gu (강남구; 江南區)
- Gangseo-gu (강서구; 江西區)
- Geumcheon-gu (금천구; 衿川區)
- Guro-gu (구로구; 九老區)
- Gwanak-gu (관악구; 冠岳區)
- Gwangjin-gu (광진구; 廣津區)
- Jongno-gu (종로구; 鍾路區)
- Jung-gu (중구; 中區)
- Jungnang-gu (중랑구; 中浪區)
- Mapo-gu (마포구; 麻浦區)
- Nowon-gu (노원구; 蘆原區)
- Seocho-gu (서초구; 瑞草區)
- Seodaemun-gu (서대문구; 西大門區)
- Seongbuk-gu (성북구; 城北區)
- Seongdong-gu (성동구; 城東區)
- Songpa-gu (송파구; 松坡區)
- Yangcheon-gu (양천구; 陽川區)
- Yeongdeungpo-gu (영등포구; 永登浦區)
- Yongsan-gu (용산구; 龍山區)

## Geopolityka
Bliskość Seulu do Koreańskiej Strefy Zdemilitaryzowanej stanowi przedmiot wzmożonej uwagi strategów. Według ekspertów CIA armia komunistycznej północy w razie konfliktu jest w stanie w ciągu kilku godzin zniszczyć miasto przy pomocy rakiet ziemia-ziemia. Szacowane straty ludzkie po takim ataku są liczone w setkach tysięcy. Wojska południowokoreańskie i amerykańskie są gotowe do odpowiedzi na taki atak, choć oprócz drobnych incydentów sytuacja wydaje się opanowana. Rozejm trwa, ponieważ Korea Południowa i Stany Zjednoczone przekazują reżimowi pomoc ekonomiczną podtrzymującą zrujnowaną północnokoreańską gospodarkę. Działania armii komunistycznej są swoistym szantażem mającym na celu podtrzymanie istnienia jej władzy. Konflikt ten przypomina trochę zimną wojnę.

## Najważniejsze atrakcje turystyczne
Pięć największych pałaców dynastii Joseon:
- Changdeokgung (창덕궁; 昌德宮)
- Changgyeonggung (창경궁; 昌慶宮)
- Deoksugung (덕수궁; 德壽宮)
- Gyeongbokgung (경복궁; 景福宮)
- Gyeonghuigung (경희궁; 慶熙宮)

Inny znany pałac to Unhyeongung (운현궁; 雲峴宮).
Świątynie i sanktuaria:
- Jongmyo (종묘; 宗廟)
- Dongmyo (동묘; 東廟) dłuższa nazwa Donggwan-wangmyo (동관왕묘; 東關王廟)
- Munmyo (문묘; 文廟)
- Jogyesa (조계사; 曹溪寺)
- Cheonchuk sa (천축사)
- Jungheung sa (중흥사)
- Hwagye sa (화계사)
- Bongeun sa (봉은사)
- Bongweon sa (봉원사)
- Seungga sa (승가사)
- Doseon sa (도선사)
- grobowce dynastii Joseon

Mury obronne (1392–1446) z bramą Sungnyemun oraz twierdza Hwaseong
Muzea i galerie:
- Narodowe Muzeum Folkloru (국립민속박물관; 國立民俗博物館)
- Muzeum Sztuk Pięknych (서울시립미술관; 首爾市立美術館)
- Pomnik ofiar wojny (전쟁기념관; 戰爭紀念館)

Atrakcje poza miastem:
- Pomnik Samjeondo,
- Namhansanseong,
- Bukhansanseong,
- Park Namsan,
- Doseonsa – największy klasztor buddyjski w Korei (w rejonie Narodowego Parku Bukhansan)

## Uczelnie

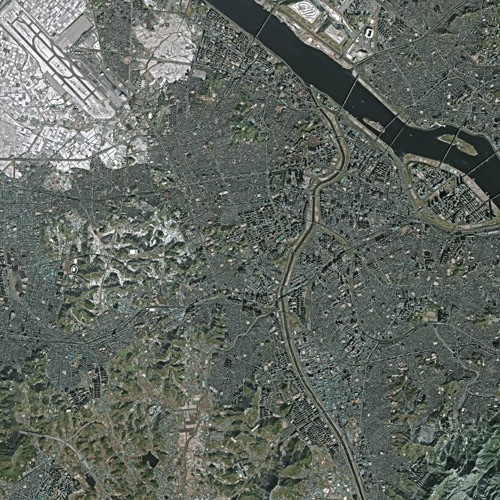
Zdjęcie satelitarne Seulu

Seul jest największym ośrodkiem akademickim w Korei. Główne uczelnie to:
- Akademia Sztuki Chugye
- Narodowa Akademia Sztuki
- Narodowa Szkoła Wychowania Fizycznego
- Narodowy Uniwersytet Seulski – najlepszy w Korei,
- Uniwersytet Chungang,
- Uniwersytet Yonsei,
- Uniwersytet Dankuk,
- Uniwersytet Dongduk,
- Uniwersytet Hansung,
- Uniwersytet Hanyang,
- Uniwersytet Hong-ik,
- Uniwersytet Induk,
- Uniwersytet im. króla Sejonga
- Uniwersytet im. Sung Kyun Kwana
- Uniwersytet Kang-woon,
- Uniwersytet Konkuk,
- Uniwersytet Kookmin,
- Uniwersytet Korei
- Uniwersytet Kyunggi,
- Uniwersytet Kyunghee,
- Uniwersytet Myongji,
- Uniwersytet Sahmyook,
- Uniwersytet Sangmyung,
- Uniwersytet Seulski
- Uniwersytet Sogang,
- Uniwersytet Soongsil
- Koreański Uniwersytet Języków Obcych

Szkoły dla panien:
- Seulska wyższa szkoła żeńska
- Wyższa szkoła żeńska Hanyang
- Wyższa szkoła żeńska Dongduk
- Wyższa szkoła żeńska Duksung
- Wyższa szkoła żeńska Songshin
- Wyższa szkoła żeńska Sookmyung

## Osobistości
- Im Yoona, Seo Ju Hyun (Seohyun), Choi Sooyoung – piosenkarki, aktorki, członkinie zespołu Girls’ Generation
- Cho Seong-jin – pianista, zwycięzca XVII Międzynarodowego Konkursu Chopinowskiego w Warszawie
- Goh Kun – polityk
- Jim Lee – amerykański rysownik i wydawca komiksów
- Nam June Paik – twórca sztuki wideo
- Linda Park – amerykańska aktorka
- Park Ji-sung – piłkarz min. Manchester United F.C. i PSV Eindhoven

## Miasta partnerskie
- Tajpej, Tajwan (1968)
- Ankara, Turcja (1971)
- Honolulu, Stany Zjednoczone (1973)
- San Francisco, Stany Zjednoczone (1976)
- São Paulo, Brazylia (1977)
- Bogota, Kolumbia (1982)
- Dżakarta, Indonezja (1984)
- Tokio, Japonia (1988)
- Moskwa, Rosja (1991)
- Nowa Południowa Walia, Australia (1991)
- Paryż, Francja (1991)
- Meksyk, Meksyk (1992)
- Pekin, Chińska Republika Ludowa (1993)
- Ułan Bator, Mongolia (1995)
- Amsterdam, Holandia (1996)
- Hanoi, Wietnam (1996)
- Warszawa, Polska (1996)
- Kair, Egipt (1997)
- Rzym, Włochy (2000)
- Astana, Kazachstan (2004)
- Waszyngton, Stany Zjednoczone (2006)
- Ateny, Grecja (2006)
- Bangkok, Tajlandia (2006)